# Drogheda United FC
Drogheda United FC este un club de fotbal din Drogheda, Comitatul Louth, Irlanda.

## Jucători notabili
- Tommy Breen
- Ray Treacy
- Tony Macken
- Mick Meagan
- Mick Leech
- Cathal Muckian
- Jerome Clarke
- Frank "Dusty" Flanagan
- Gerry Martin
- Stephen Bradley
- Phil Murphy
- Chris Todd
- John Tambouras

## Antrenori notabili
- Jimmy McAlinden
- Paul Doolin

## Titluri
- Cupa FAI:
  - Campioni: 2005, 2024
  - Finaliști: 1971, 1976
- FAI League of Ireland:
  - Campioni: 2007
  - Locul 2: 1982/83
- A Doua Ligă Irlandeză:
  - Campioni: 1988/89, 90/91, 98/99, 01/02
  - Locul 2: 1994/95, 1996/97
- Cupa Ligii Irlandei:
  - Campioni: 1983/84

## Recorduri
- Cea mai mare victorie: 7-1 vs. Finn Harps, 24 aprilie 1977 și 6-0 vs. Kilkenny City, 16 decembrie 1994
- Cea mai mare înfrângere: 1-8 vs. Cork Hibernians, 30 ianuarie 1972, 0-7 vs. Shamrock Rovers, 8 ianuarie 1984
- Cele mai multe puncte într-un sezon: 64 în 1998-99
- Cele mai multe goluri într-un sezon: 21, Cathal Muckian, 1977-78
- Cele mai multe goluri (total): 52, Gerry Martin, 1973-89